# معادلة والد
في نظرية الاحتمال، معادلة والد (بالإنجليزية: Wald's equation)‏ هي معادلة مهمة تمكن من تبسيط حساب القيمة المتوقعة لمجموع عدد عشوائي من الكميات العشوائية. سميت هذه المعادلة هكذا نسبة إلى عالم الرياضيات أبراهام والد.

## في صيغتها الابتدائية
{\displaystyle \operatorname {E} [X_{1}+\dots +X_{N}]=\operatorname {E} [N]\operatorname {E} [X_{1}]\,.}

### مثال
{\displaystyle \operatorname {E} [N]\operatorname {E} [X]={\frac {1+2+3+4+5+6}{6}}\cdot {\frac {1+2+3+4+5+6}{6}}={\frac {441}{36}}=12.25\,.}